# Capo Caccia (con le isole Foradada e Piana) e Punta del Giglio
Capo Caccia (con le isole Foradada e Piana) e Punta del Giglio este o arie protejată (arie specială de conservare — SAC, sit de importanță comunitară — SCI) din Italia întinsă pe o suprafață de 20.230 ha, din care 81 % marine.

## Localizare
Centrul sitului Capo Caccia (con le isole Foradada e Piana) e Punta del Giglio este situat la coordonatele 40°35′25″N 8°10′08″E / 40.59031°N 8.16887°E.

## Înființare
Situl Capo Caccia (con le isole Foradada e Piana) e Punta del Giglio a fost declarat sit de importanță comunitară în septembrie 1995 pentru a proteja 4 specii de plante și 39 de specii de animale. Situl a fost protejat și ca arie specială de conservare în mai 2021.

## Biodiversitate
Situată în ecoregiunea mediteraneană, aria protejată conține 22 de habitate naturale: Peșteri marine scufundate complet sau parțial, Dune de coastă cu Juniperus spp., Straturi cu Posidonia (Posidonion oceanicae), Bancuri de nisip acoperite în permanență slab de apă marină, Vegetație anuală la limita mareei, Dune cu vegetație ierboasă Malcolmietalia, Formațiuni scunde de Euphorbia în apropierea falezelor, Recifuri, Păduri de Olea și Ceratonia, Phrygana endemică cu Euphorbio-Verbascion, Faleze cu vegetație de Limonium spp. endemic de pe coastele mediteraneene, Dune de pe litoral fixate cu Crucianellion maritimae, Pseudostepă cu ierburi și specii anuale de Thero-Brachypodietea, Păduri de Quercus ilex și Quercus rotundifolia, Tufărișuri termo-mediteraneene și de pre-deșert, Dune mobile cu vegetație embrionară, Pante stâncoase calcaroase cu vegetație casmofită, Phrygana din Mediterana de Vest de pe vârfurile falezelor (Astragalo-Plantaginetum subulatae), Matorral arborescenți cu Juniperus spp., Golfuri mici largi și golfuri puțin adânci, Dune împădurite cu Pinus pinea și/sau Pinus pinaster, Peșteri inaccesibile publicului.
La baza desemnării sitului se află mai multe specii protejate:
- plante (4): Anchusa crispa, Brassica insularis, Centaurea horrida, Linaria flava
- păsări (25): Alectoris barbara, fâsă-de-câmp (Anthus campestris), pasărea ogorului (Burhinus oedicnemus), Calonectris diomedea, caprimulg (Caprimulgus europaeus), erete de stuf (Circus aeruginosus), erete vânăt (Circus cyaneus), erete cenușiu (Circus pygargus), dumbrăveancă (Coracias garrulus), presură de grădină (Emberiza hortulana), șoim călător (Falco peregrinus), vânturel de seară (Falco vespertinus), muscar-gulerat (Ficedula albicollis), vulturul pleșuv sur (Gyps fulvus), Hydrobates pelagicus, sfrâncioc roșiatic (Lanius collurio), Larus audouinii, ciocârlie de pădure (Lullula arborea), gaia neagră (Milvus migrans), vultur pescar (Pandion haliaetus), viespar (Pernis apivorus), Phalacrocorax aristotelis desmarestii, Puffinus yelkouan, Sylvia sarda, silvie de tufiș (Sylvia undata)
- amfibieni (1): Discoglossus sardus
- mamifere (6): liliac cu aripi lungi (Miniopterus schreibersii), liliac cu picioare lungi (Myotis capaccinii), liliacul mare cu potcoavă (Rhinolophus ferrumequinum), liliacul mic cu potcoavă (Rhinolophus hipposideros), liliacul cu potcoavă a lui méhely (Rhinolophus mehelyi), delfin mare (Tursiops truncatus)
- nevertebrate (1): Papilio hospiton
- pești (1): Alosa fallax
- reptile (5): Caretta caretta, țestoasa de baltă (Emys orbicularis), Euleptes europaea, țestoasă bănățeană (Testudo hermanni), Testudo marginata

Pe lângă speciile protejate, pe teritoriul sitului au mai fost identificate 22 de specii de plante, 75 de specii de păsări, 2 specii de amfibieni, 1 specie de mamifere, 6 specii de nevertebrate, 2 specii de pești.